# Anna Lindholm
Anna Lindholm Rosendahl, ogift Lindholm, född 2 juni 1965 i Malmö, är en svensk skådespelare.
Lindholm studerade vid Teaterhögskolan i Stockholm med examen 1989. Utanför scenen debuterade hon i TV-serien Storstad 1991.
Hon är gift med skådespelaren Anders Ahlbom Rosendahl.

## Filmografi
- 1991 – Storstad (TV-serie)
- 1992 – Första kärleken (TV-serie)
- 1993 – Drömmen om Rita
- 1994 – Den vite riddaren (TV-serie)
- 1994 – Du bestämmer (TV-serie)
- 1995 – Tag ditt liv
- 1995 – Anmäld försvunnen (TV-serie)
- 1996 – Arne Anka – En afton på Zekes
- 1996 – Svensson Svensson (TV-serie)
- 1997 – Tre Kronor (TV-serie)
- 1997 – Svensson Svensson – filmen
- 1998 – Beck – Monstret
- 1998 – S:t Mikael (TV-serie)
- 1998 – Antz (röst)
- 2000 – En häxa i familjen
- 2001 – Ensamrummet
- 2003 – Ramona (TV-serie)
- 2003 – Paragraf 9 (TV-serie)
- 2005 – Lasermannen (TV-serie)
- 2006 – Frostbiten
- 2006 – Underbara älskade
- 2008 – Livet i Fagervik (TV-serie)
- 2009–2010 – Guds tre flickor (TV-serie)

## Teater

### Roller (ej komplett)
| År   | Roll                       | Produktion                                                    | Regi           | Teater                 |
| ---- | -------------------------- | ------------------------------------------------------------- | -------------- | ---------------------- |
| 1987 | Curleys fru                | Möss och människor John Steinbeck                             | Fred Hjelm     | Stockholms stadsteater |
| 1990 | Gidsa, kammarjungfru Fanny | Kean Alexandre Dumas den äldre                                | Jan Maagaard   | Stockholms stadsteater |
| 1996 | Banktjänsteman m.fl.       | Rika barn leka bäst Carin Mannheimer                          | Lena Söderblom | Stockholms stadsteater |
| 1997 | Shandel                    | Spelman på taket Jerry Bock, Sheldon Harnick och Joseph Stein | Georg Malvius  | Stockholms stadsteater |
| 1999 | Gunilla                    | Stockholmsblod Olov Svedelid och Kalle Sörnäs                 | Peter Harryson | Stockholms stadsteater |